# Peter Richardson
Peter Richardson (ur. 24 czerwca 1970 w Middlesbrough) – angielski bokser, olimpijczyk.

## Kariera amatorska
W 1992 był uczestnikiem igrzysk olimpijskich w Barcelonie. W swojej pierwszej walce w kategorii do 63, 5 kg pokonał na punkty (14:8) Amerykanina Vernona Forresta. W 1/8 wyeliminował reprezentanta Mongolii Nyamaagiina Altankhuyaga, wygrywając wysoko na punkty. Richardson przegrał dopiero w ćwierćfinale, ulegając Leonardowi Dorinowi.
W 1994 reprezentował Anglię na igrzyskach Wspólnoty Narodów w Victorii. Richardson został zwycięzcą w kategorii do 63, 5 kg, pokonując w finale Marka Wintersa.